# Association of mineworkers and construction union
L'association sud-africaine Association of Mineworkers and Construction Union (AMCU) a été formée à Mpumalanga, Afrique du Sud, en 1998.

## Histoire
L'AMCU est né d'une scission de la fédération des syndicats d'Afrique du Sud (COSATU, elle-même affilié à l'Union nationale des mineurs sud-africains (NUM).
Ce nouveau syndicat a été officiellement enregistrée comme syndicat en 2001 Selon Mining Weekly, ce syndicat se présente comme distinct du NUM en tant que  "apolitique et non-communiste".
Il œuvre de manière complémentaire ou en concurrence avec NUM dans certaines négociations, en particulier dans les mines de platine Impala Platinum et de Lonmin dans le Rustenburg, région où s'est déroulée la violente grève des mineurs à Marikana  (grève impromptue survenue en août 2012, décrite comme un « massacre » par l’ensemble des médias internationaux, comparée aux événements qui se sont déroulés à Sharpeville en 1960,.

## Représentativité
L'AMCU a rapidement pris de l'importance en représentant désormais plus de 70 % des employés et mineurs de Lonmin (alors que 20 % sont adhérents de la NUM).
L'AMCU est aussi devenu le syndicat majoritaire dans les mines d'Amplats et de l'Impala Platinum.